# Рока д'Арацо
Рока д'Арацо (итал. Rocca d'Arazzo) је насеље у Италији у округу Асти, региону Пијемонт.
Према процени из 2011. у насељу је живело 274 становника. Насеље се налази на надморској висини од 182 м.

## Становништво
Према резултатима пописа становништва 2011. у општини је живело 944 становника.
| 1936. | 1951. | 1961. | 1971. | 1981. | 1991. | 2001. | 2011. |
| ----- | ----- | ----- | ----- | ----- | ----- | ----- | ----- |
| 2.144 | 1.683 | 1.175 | 1.082 | 941   | 919   | 941   | 944   |